# Tetraogallus caucasicus

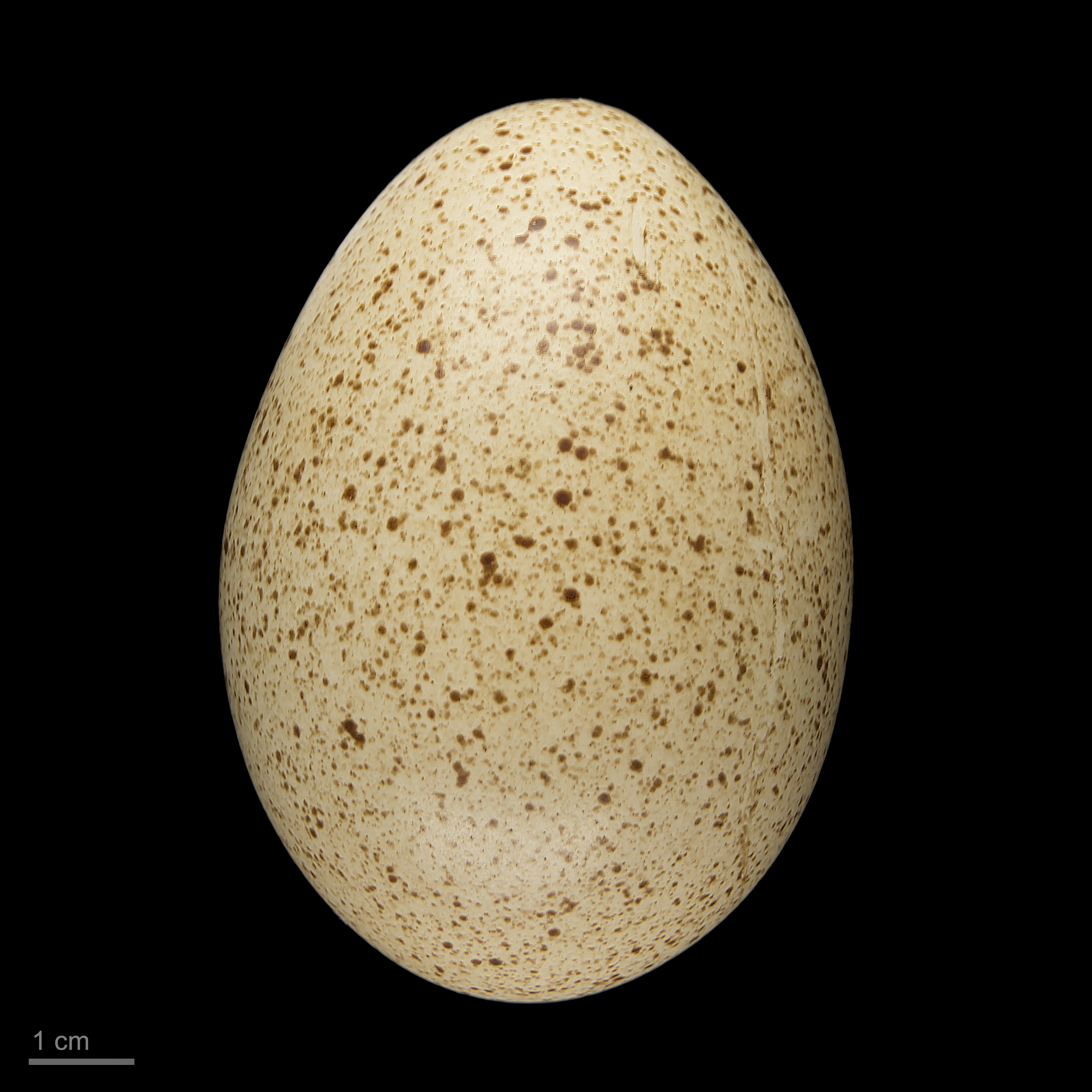
Tetraogallus caucasicus

Il tetraogallo del Caucaso (Tetraogallus caucasicus (Pallas, 1811)) è un uccello galliforme della famiglia dei Fasianidi.

## Descrizione

### Dimensioni
Misura 52-56 cm di lunghezza ed ha un'apertura alare di 80-95 cm; il peso si aggira sui 1930 g circa nei maschi e sui 1730 g circa nelle femmine.

### Aspetto
I sessi sono generalmente dissimili, ma le differenze individuali complicano ulteriormente il riconoscimento, specialmente per quanto concerne i maschi del primo anno. I maschi sono dotati di corti speroni, che al contrario non sono presenti in tutte le femmine, fatta eccezione per quelle più anziane. Nel maschio adulto, sulla testa è presente un cappuccio camoscio-grigio, leggermente più chiaro sui lati della fronte. Il retro del collo e la nuca sono camoscio opaco, ma divengono di colore rosso chiaro in prossimità della mantellina. Una banda bruno-rossastra scura si estende dall'occhio fino ai lati del collo, diventando poi appena percepibile. Le copritrici auricolari camoscio-grigiastro chiaro sovrastano il bianco dei lati del collo. Il mento, la gola e la parte davanti del collo sono bianchi, e sono separati dal bianco dei lati del collo da un mustacchio camoscio-marrone scuro di forma irregolare che si allarga nella sua parte inferiore. Il piumaggio del corpo mostra una tinta grigia scura, debolmente vermicolata. Il petto e la mantellina hanno un aspetto molto «squamoso» conferitogli da una serie di segni neri e camoscio chiaro. La parte inferiore del petto e dei fianchi presenta lunghe strisce castane punteggiate da sottili linee nere e camoscio chiaro. Le copritrici sotto-caudali sono di colore bianco brillante. La coda nerastra presenta una banda terminale castana. Le primarie, bianche, presentano i bordi sottilmente marcati di grigio scuro. Le secondarie sono grigio scure con le basi bianche. Le copritrici alari, le scapolari e la mantellina presentano delle macchie camoscio-rosse ben visibili.
La femmina adulta ha un piumaggio più opaco di quello del maschio. Le strisce sui fianchi sono più sottili e le macchie sulle parti superiori più larghe e più chiare. Il retro del collo è macchiato di grigio e di camoscio scuro. Le bande situate sui lati del collo non si congiungono. I giovani sono più opachi delle femmine. I motivi dei fianchi ricordano molto quelli dell'adulto del primo anno. Il piumaggio adulto definitivo viene acquisito solo nel corso del secondo anno.
La specie è monotipica, anche se presenta alcune lievi variazioni geografiche. Infatti, gli uccelli che vivono nella parte occidentale umida dell'areale, soprattutto nel settore del monte Elbrus, sono un po' più scuri di quelli che vivono nella più arida parte orientale (Daghestan). Tuttavia, queste piccole differenze non giustificano la classificazione in sottospecie.

## Biologia
Vive in coppie o in piccoli gruppi, composti per lo più da 3 a 9 individui; i maschi in epoca post-nuziale possono unirsi a gruppi di esemplari non nidificanti quando hanno lasciato la femmina una volta che l'incubazione è in stadio avanzato. È possibile osservare questi animali mentre se ne stanno appollaiati ben in evidenza su affioramenti rocciosi o mentre si aggirano in cerca di cibo allo scoperto nelle praterie erbose al di sotto delle rocce soprastanti. Si tratta tuttavia di uccelli timidi e prudenti e, non appena scorgono un predatore o percepiscono una presenza umana, camminano o corrono verso l'alto fino alla cresta, dalla quale si lanciano in volo rumorosamente e rapidamente in direzione della valle o attraverso le gole con grandi battiti d'ala intervallati da lunghe planate. Alla fine del pomeriggio, salgono verso le vette e stabiliscono il proprio alloggio su un pendio ripido o in un cespuglio, dal quale vengono fuori all'alba per lanciare il loro grido prima di discendere volando verso le praterie dove vanno in cerca di cibo. Verso metà giornata, si riposano anche tra le rocce in prossimità dei loro territori di foraggiamento.

### Alimentazione
I tetraogalli del Caucaso vanno in cerca di cibo sui versanti erbosi situati al di sotto di ripidi pendii. I maschi camminano spesso lentamente, sollevando la coda e mettendo in evidenza il bianco splendente delle loro sotto-caudali. Quando la ricerca del cibo è infruttuosa, salgono poco a poco di nuovo in direzione della sommità. I tetraogalli del Caucaso si nutrono esclusivamente di vegetali, di bulbi, di semi e di foglie, specialmente di graminacee erbose e di legumi; questi ultimi costituiscono una parte importante del menù dei giovani, in quanto ricchi di proteine. Contrariamente ai giovani di altre specie di galliformi, i pulcini del tetraogallo del Caucaso non consumano mai insetti.

### Riproduzione
Il tetraogallo del Caucaso è monogamo. La femmina scava una piccola depressione che fodera a malapena. Questo nido è spesso situato allo scoperto, ma può anche essere parzialmente riparato dalla prossimità di una roccia. Contiene generalmente una covata di 5-8 uova, ma alcuni possono contenerne fino a 15: in tali casi si tratta probabilmente del frutto della deposizione di due femmine. Le uova sono di colore grigio-verdastro chiaro o azzurro, con alcune macchie marroni situate principalmente sull'estremità più stretta. L'incubazione, che dura generalmente 28 giorni, è compito esclusivo della femmina. Probabilmente essa è anche responsabile della cura e della supervisione dei piccoli. Occasionalmente diverse nidiate si fondono in un unico gruppo. La nidificazione e la deposizione delle uova hanno luogo nei mesi di aprile e maggio, ma variano in modo significativo a seconda delle condizioni locali. Gli uccelli che si riproducono a quote più elevate nidificano soprattutto circa sei settimane più tardi di quelli che lo fanno ad altitudini più moderate.

## Distribuzione e habitat
I tetraogalli del Caucaso frequentano i versanti di montagna situati al di sopra del limite superiore degli alberi e degli arbusti. Prediligono in particolare i pendii erbosi ricoperti da tratti nevosi e da affioramenti rocciosi intervallati a gole e precipizi. Le popolazioni tendono ad essere più dense nei tratti liberi da neve, generalmente tra i 1800 e i 4000 metri. Tuttavia, durante o dopo le forti precipitazioni nevose invernali, possono scendere verso altitudini più basse, insediandosi talvolta su colline poco elevate o sui contrafforti che circondano le steppe del Daghestan.
Come indica il loro nome, questi tetraogalli sono endemici delle regioni elevate del Caucaso, dal nord della Georgia, attraverso le regioni adiacenti della Russia che costeggiano il versante settentrionale della catena (Ossezia, Cecenia e Daghestan), fino al nord dell'Azerbaigian. È assente in Armenia, ma alcuni studiosi ne hanno segnalato la presenza nel nord-est della Turchia, anche se questo deve ancora trovare conferma.